# Stazione di Campo di Giove Maiella
La stazione di Campo di Giove Maiella è una fermata ferroviaria della ferrovia Sulmona-Isernia a servizio degli impianti di risalita e della stazione sciistica del comune di Campo di Giove.
Dista 3,5 km dal paese, perché è stata realizzata per collegare via treno gli impianti di risalita di Campo di Giove situati nella località di Le Piane. La stazione si trova alla fine di un sentiero immerso in una faggeta.

## Storia
La fermata venne attivata il 19 dicembre 1991. Tale data di attivazione ha reso la stazione di Campo di Giove Maiella lo scalo ferroviario di più recente costruzione lungo la ferrovia Sulmona-Isernia fino al 1º agosto 2023, quando è stata realizzata la stazione di Cansano Ocriticum.
A partire dall'11 dicembre 2011, data di sospensione del servizio ordinario sulla tratta da Sulmona a Castel di Sangro, la fermata non è più servita da alcun treno che effettua il servizio viaggiatori.
Nel 2014 l'intera linea ferroviaria è stata riaperta da Fondazione FS Italiane e dall'associazione Le Rotaie come ferrovia turistica; pertanto a partire da tale anno occasionalmente vi transitano in stazione dei treni turistici.

## Strutture e impianti

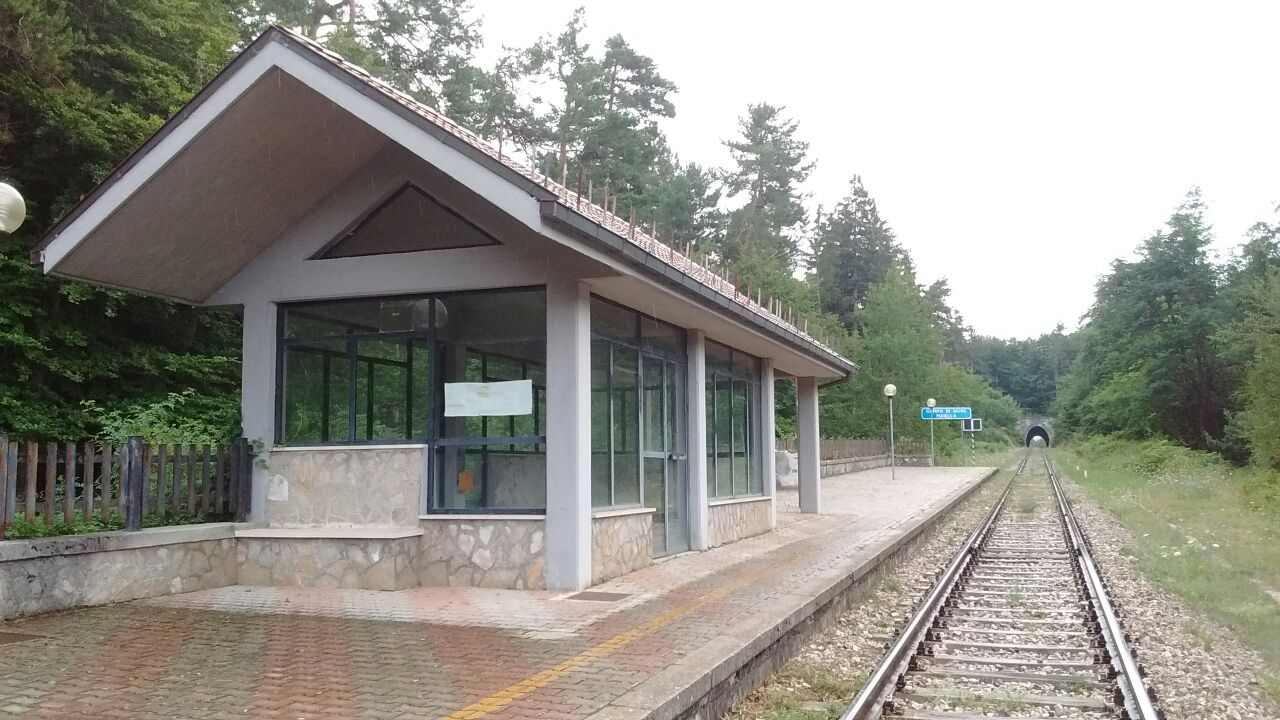
Veduta della fermata (lato Isernia)

La fermata di Campo di Giove Maiella è gestita da Rete Ferroviaria Italiana, che la colloca nella categoria "Bronze". Il fabbricato viaggiatori è costituito da una pensilina che funge anche da sala d'attesa. La fermata è servita da un unico binario. Vicino alla fermata, proseguendo in direzione di Isernia, vi è la galleria "Cerreto" e, subito dopo, il casello ferroviario n. 34.

## Movimento
La fermata era utilizzata nella stagione invernale. Al 2007, l'impianto risultava frequentato da un traffico giornaliero medio di 2,5 persone. L'11 dicembre 2011 è stato sospeso il servizio ordinario sulla Sulmona-Castel di Sangro, per cui la fermata risulta chiusa al servizio viaggiatori.
Il 17 maggio 2014 la tratta da Sulmona a Castel di Sangro è stata riaperta come ferrovia turistica da Fondazione FS Italiane, la quale ha avviato, in collaborazione con l'associazione Le Rotaie, un progetto per il rilancio dei convogli sull'intera linea ferroviaria. Occasionalmente vi transitano quindi dei treni turistici e dei rotabili addetti alla manutenzione ordinaria della ferrovia.

## Servizi
La stazione dispone dei seguenti servizi:
- Sala d'attesa

## Interscambi
La stazione è connessa con i seguenti interscambi:
- Impianti sciistici di Campo di Giove